# Fließ (gmina)
Fließ – gmina w Austrii, w kraju związkowym Tyrol, w powiecie Landeck. Liczy 2911 mieszkańców (1 stycznia 2015) na powierzchni 47,56 km².

## Położenie
Gmina leży nad rzeką Inn w Alpach na wys. 1073 m n.p.m., między gminą Prutz a miastem Landeck.

### Podział administracyjny
W skład gminy wchodzi wiele małych osad (wólek) (niem. Weiler) rozciągających się wzdłuż doliny Innu. Są to:
- Berg
- Dorf
- Eichholz
- Hochgallmigg
- Nesselgarten
- Neuer Zoll
- Niedergallmigg
- Piller
- Urgen

## Historia
O starożytnej przeszłości Fließ świadczą znaleziska archeologiczne z czasów prehistorycznych. W okresie rzymskim miejscowość stanowiła punkt komunikacyjny na trasie do Italii. We Fließ odnaleziono ślady prawdopodobnie najstarszego kościoła w tym regionie, którego fundamenty pochodzą z VI wieku. W 1933 miejscowość przeżyła pożar, który strawił wiele budynków.

## Atrakcje turystyczne
W gminie znajduje się barokowo-klasycystyczny kościół św. Barbary (Hl. Barbara)z 1804, gotycki kościół farny pw. Wniebowzięcia NMP (Mariä Himmelfahrt) z barokowym ołtarzem, Muzeum Archeologiczne oraz zamek Bidenegg.

## Osoby urodzone we Fließ
- Joseph Knabl – niemiecki malarz XIX wieku (1819 - 1881).